# Hilberts problemer
Hilberts problemer er en liste bestående af 23 matematiske problemer, der blev fremsat af den tyske matematiker David Hilbert på den internationale matematikkongres i Paris i år 1900. Problemerne var alle uløste dengang, og flere af dem viste sig at være meget betydningsfulde for matematikken i det 20. århundrede. Hilbert præsenterede ti af problemerne (1, 2, 6, 7, 8, 13, 16, 19, 21 og 22) på konferencen, da han holdt tale den 8. august i Sorbonne, mens den fulde liste blev udgivet senere.
I dag er der udgivet mere eller mindre bredt accepterede løsninger til 17 af problemerne. Af de resterende seks problemer er to fortsat uløste, mens fire betragtes som værende for løst formuleret til nogensinde at blive afklaret.

## Problemernes natur og indflydelse
Selvom der har været efterfølgende forsøg på at gentage succesen for Hilberts liste, har ingen anden bredt baseret samling af problemer eller formodninger haft en lignende effekt på udviklingen af det pågældende emne eller opnået en brøkdel af listens stjernestatus. For eksempel er Weils formodninger berømte, men blev annonceret på en mere henkastet vis. André Weil var måske rent temperamentmæssigt ikke glad for at indgå i en kappestrid med Hilbert. Landaus' problemer omhandler kun primtalteori. John von Neumann udfærdigede en liste ved den internationale matematikkongres i 1954 i Amsterdam, men den opnåede ikke universel hyldest.
Ved første øjekast kan man fristes til at forklare listens succes ud fra forfatterens berømmelse. Hilbert var ved højden af sine kræfter og sit omdømme på det tidspunkt, og han ville derefter fortsætte med at lede den enestående matematikskole på Universitetet i Göttingen. Ved nærmere eftertanke er sagen ikke helt så simpel. Matematikken på den tid var stadig stærkt baseret på logik. I år 1900 kunne Hilbert ikke appellere til den aksiomatiske mængdeteori, Lebesgue-integraler, topologiske rum eller Church-Turing-tesen, hvilket alle er koncepter, der uigenkaldeligt ville ændre deres område af matematikken. Funktionsanalyse, der i en vis forstand blev grundlagt af Hilbert selv som det centrale begreb i analysen af Hilbertrum, blev endnu ikke skelnet fra variationsregning. Der er to problemer på listen, som omhandler variationsmatematik, men ingenting om spektralteori, på trods af at Hilbert var ophavsmanden til dette begreb.
I den forstand var listen altså ikke forudseende. Den registrerede eller foregreb ikke den hurtige ankomst af topologi, gruppeteori og målteori i det 20. århundrede, ligesom den ikke stemte overens med den matematiske logiks udvikling. Derfor er dens værdi som et dokument snarere som et essay: et partisk, personligt syn på tingene. Den foreslår nogle forskningsprogrammer og åbne, ubegrænsede undersøgelser.
Visse af problemerne betragtes stadig som åbne for fortolkning med hensyn til, hvad problemformuleringen egentlig består af, hvilket delvist skyldes datidens ikkeaksiomatiske matematiksprog.
Listens berømmelse skyldes nok først og fremmest dens hurtige accept i matematiske kredse. Problemerne blev minutiøst studeret, og at løse et af dem gav et stort ry.
Problemernes stil var lige så betydningsfuld som selve indholdet. Hilbert ønskede afklaring. Han ønskede principielle løsninger til algoritmiske spørgsmål og ikke praktiske algoritmer. Han ønskede et stærkt fundament i dele af matematikken, der stadig var styret af vage og intuitive koncepter.

## Resumé af problemerne
Oprindeligt havde Hilbert tænkt sig at inkludere 24 problemer på listen, men besluttede sig for at slette et af dem fra udgivelsen. "Det 24. problem", der omhandlede et kritierie for simplicitet og generelle metoder i bevisteori, blev genopdaget i Hilberts originale manuskriptnoter af den tyske historiker Rüdiger Thiele i 2000.
Af de klart formulerede Hilbert-problemer har nr. 3, 7, 10, 11, 13, 14, 17, 19 og 20 en løsning, der er accepteret ved konsensus. På den anden side har problemerne 1, 2, 5, 9, 15, 18, 21 og 22 løsninger, der er delvist accepteret, men hvor der hersker nogen strid om, hvorvidt problemet er fuldstændigt løst.
Løsningen til problem 18 baserer sig på et computerassisteret bevis, et begreb der er anakronistisk for et Hilbert-problem og også i nogen grad kontroversielt i sig selv på grund af umuligheden af, at et menneske kan verificere det over et overskueligt tidsrum.
Dermed er nr. 8 (Riemann-hypotesen og Goldbachs formodning) og 12, som begge omhandler talteori, uløste. I denne klassifikation er problem 4, 6, 16 og 23 for løst formuleret til nogensinde at blive beskrevet som afklarede. Det tilbagetrukne problem nr. 24 ville også falde inden for denne kategori.

## Information i tabelform
Denne artikel bør gennemlæses af en person med fagkendskab for at sikre den faglige korrekthed.

Hillbert 23 problemer er som følger:
| Problem | Kort forklaring | Status |
| ------- | --- | --- |
| 1.      | Kontinuumshypotesen (at der ikke er nogen mængde, hvis størrelse er strengt mellem heltallenes og de reelle tals).                                                                     | Bevist at være umulig at bevise eller modbevise inden for Zermelo-Fraenkels mængdeteori. Der er ikke konsensus om, hvorvidt dette er en løsning til problemet. |
| 2.      | Bevis, at aritmetikkens aksiomer er konsistente. | Der er ikke konsensus om, hvorvidt Kurt Gödels og Gerhard Gentzens resultater er en løsning til Hilberts problem. Gödels anden ufuldstændighedssætning (bevist i 1931) viser, at intet konsistensbevis kan udføres inden for aritmetikken selv. Gentzen beviste i 1936, at aritmetikkens konsistens følger af velfunderetheden af ordinalen ε0. |
| 3.      | Givet to polyedre med samme volumen, er det altid muligt at skære den første i endeligt mange polyedeformede stykker, der kan samles sammen til at konstruere den anden?               | Løst. Resultat: nej. Bevist af Max Dehn. |
| 4.      | Konstruér alle metrikker, hvor linjer er geodætiske kurver. | For svagt formuleret til at blive betragtet som løst eller uløst. |
| 5.      | Er kontinuerte grupper automatisk differentialgrupper? | Løst af Andrew Gleason, afhængigt af hvordan man fortolker det oprindelige ordvalg. Hvis man derimod betragter problemet som ækvivalent med Hilbert-Smith-formodningen, er det stadig uløst. |
| 6.      | Aksiomatisér al fysik. | Uløst (ikke matematisk). |
| 7.      | Er a b transcendent, for algebraisk a ≠ 0,1 og irrationalt algebraisk b? | Løst. Resultat: ja. Illustreret af Gelfonds sætning eller Gelfond-Schneider-sætningen. |
| 8.      | Riemann-hypotesen (den reelle del af enhver ikketriviel rod for Riemanns zetafunktion er ½) og Goldbachs formodning (alle lige tal større end 2 kan skrives som summen af to primtal). | Uløst. |
| 9.      | Find reciprocitetssætningens mest generelle lov for ethvert algebraisk tallegeme. | Delvist løst. |
| 10.     | Find en algoritme til at bestemme, om en given polynomisk diofantisk ligning med heltallige koefficienter har en heltallig løsning.                                                    | Løst. Resultat: nej. Matiyasevichs sætning medfører, at der ikke findes en sådan algoritme. |
| 11.     | Løsning af kvadratiske former med algebraiske numeriske koefficienter. | Delvist løst. |
| 12.     | Udvid Kroneckers sætning om abelske udvidelser af de rationale tal til ethvert tallegeme.                                                                                              | Uløst. |
| 13.     | Løs alle 7. gradsligninger ved brug af funktioner af to variable. | Løst. Bevist muligt af Vladimir Arnold. |
| 14.     | Beviset for endeligheden af visse kompletter systemer af funktioner. | Løst. Resultat: nej, i almindelighed (pga. modeksempler). |
| 15.     | Strengt grundlag for Schuberts calculus. | Delvist løst. |
| 16.     | Topologien for algebraiske kurver og flader. | For svagt formuleret til at blive betragtet som løst eller uløst. |
| 17.     | Kan enhver rational funktion, som overalt hvor den er defineret antager ikke-negative værdier, udtrykkes som summen af kvadrater (andenpotenser) af rationale funktioner.              | Løst. Resultat: En øvre grænse for antallet af nødvendige kvadratled blev fundet. |
| 18.     | Er der en ikkeregulær rumudfyldende polyeder? Hvad er den tætteste kuglepakning? | Løst. |
| 19.     | Er løsningerne til lagrangefunktioner altid analytiske? | Løst. Resultat: ja. Bevist af Ennio de Giorgi og John Forbes Nash (der arbejdede uafhængigt af Giorgi og brugte andre metoder). |
| 20.     | Har alle variationsproblemer med visse grænsebetingelser løsninger? | Løst. Dette var et betydningsfuldt forskningsområde igennem hele det 20. århundrede og endte med løsninger for ikkelineære tilfælde. |
| 21.     | Beviset for eksistensen af lineære differentialligninger med en given monodromigruppe.                                                                                                 | Løst. Resultat: ja eller nej, afhængig af mere eksakte formuleringer af problemet. |
| 22.     | Uniformisering af analytiske funktioner ved hjælp af automorfe funktioner. | Løst. |
| 23.     | Videreudvikling af variationsregning. | Løst (men kan i sagens natur aldrig løses fuldstændigt). |